# Saison 2012 des Athletics d'Oakland
La saison 2012 des Athletics d'Oakland est la 112e saison en Ligue majeure de baseball pour cette franchise et la 45e depuis leur transfert de la ville de Kansas City vers Oakland.
Les Athletics remportent 20 matchs de plus qu'en 2011 et terminent leur saison avec 94 victoires, contre 68 défaites. Après autant de victoires que de défaites (43-43) en première moitié d'année, ils gagnant 51 parties sur 76 en seconde moitié et complètent le calendrier régulier par un balayage de trois parties des Rangers du Texas à Oakland, ravissant au tout dernier jour le premier rang à leurs adversaires. C'est d'ailleurs la seule journée de 2012 où les Athletics occupent la première place, pour leur premier championnat de la division Ouest de la Ligue américaine et leur première participation aux séries éliminatoires depuis 2006. La performance est d'autant plus remarquable que le club est jeune et envoie au monticule en fin d'année une rotation de lanceurs partants uniquement composée de joueurs recrues, alors qu'à l'attaque la franchise établit un nouveau record des majeures pour les retraits sur des prises. Après une belle bataille livrée aux Tigers de Détroit, les A's sont éliminés trois matchs à deux en Séries de divisions.

## Contexte
Les Athletics d'Oakland connaissent une mauvaise saison 2011. Le 9 juin, au 9e match d'une série de 10 défaites, ils congédient leur manager Bob Geren pour le remplacer par Bob Melvin. Ce dernier est de retour en 2012. Les A's sont incapables de remporter plus de matchs qu'ils n'en perdent pour une 5e année de suite et prennent le 3e rang sur 4 équipes dans la division Ouest de la Ligue américaine avec 74 victoires et 88 défaites. En parallèle, peu de développements surviennent dans le dossier d'un éventuel nouveau stade pour l'équipe, toujours menacée d'un déménagement vers une autre ville. En 2011, les A's sont l'équipe du baseball majeur qui attire le moins de spectateurs (18 232 personnes par match).

## Intersaison
Les Athletics procèdent, dans les semaines qui suivent la fin de la saison 2011, à une série de transactions qui délestent le club de plusieurs de leurs excellents lanceurs. Le 9 décembre, le droitier Trevor Cahill et le gaucher Craig Breslow sont échangés aux Diamondbacks de l'Arizona en retour de trois jeunes joueurs : les lanceurs droitiers Jarrod Parker et Ryan Cook et le voltigeur Collin Cowgill.
Après une seule saison à Oakland, le voltigeur David DeJesus signe le 30 novembre un contrat avec les Cubs de Chicago. Un autre voltigeur n'ayant joué qu'un an pour les A's, Josh Willingham, signe avec les Twins du Minnesota le 15 décembre.
Le 23 décembre, le gaucher Gio Gonzalez passe aux Nationals de Washington avec le lanceur droitier des ligues mineures Robert Gilliam en retour de quatre jeunes joueurs prometteurs, soit trois lanceurs (Brad Peacock, Tom Milone, A. J. Cole) et un receveur (Derek Norris).
Le 28 décembre, le jeune stoppeur Andrew Bailey, un droitier élu recrue de l'année de la Ligue américaine en 2009, est transféré aux Red Sox de Boston. Le voltigeur Ryan Sweeney accompagne Bailey dans la transaction et Oakland obtient en retour le voltigeur Josh Reddick, le premier but Miles Head et le lanceur droitier Raul Alcantara, ces deux derniers évoluant toujours en ligues mineures au moment de la transaction.
Alors qu'on les croit peu enclins à se lancer dans de folles dépenses sur le marché des joueurs autonomes, les A's de Billy Beane surprennent plus tard durant l'intersaison en mettant sous contrat pour 4 années et 36 millions de dollars le voltigeur Yoenis Céspedes, un international cubain convoité ayant fait défection de son pays natal.
Le 5 janvier 2012, le contrat du rapide voltigeur Coco Crisp est prolongé de deux saisons pour 14 millions de dollars.
Le 24 janvier, les A's signent pour un an le vétéran lanceur partant Bartolo Colón, qui a relancé sa carrière la saison précédente chez les Yankees de New York.
Le 26 janvier, le voltigeur Jonny Gomes rejoint Oakland pour un an.
Le 20 février, le vétéran frappeur de puissance Manny Ramírez sort de sa retraite annoncée au printemps 2011 et accepte un contrat d'un an pour un peu moins que le salaire minimum des ligues majeures. Sous le coup d'une suspension de 50 parties, Ramirez ne pourra rejoindre les Athletics avant le 30 mai suivant, jour de son 40e anniversaire de naissance.
L'entraînement de printemps des A's s'amorce fin février sur une mauvaise nouvelle : blessé au genou gauche, le joueur de troisième but Scott Sizemore se retrouve hors jeu pour toute la saison 2012.

## Calendrier pré-saison
L'entraînement de printemps des Athletics s'ouvre en février et le calendrier de matchs préparatoires précédant la saison s'étend du 2 mars au 4 avril 2012 et comprend une interruption de quelques jours, le temps de deux matchs de saison régulière exceptionnellement présentés au Japon.

## Saison régulière
La saison régulière des Athletics se déroule du 28 mars au 3 octobre 2012 et prévoit 162 parties. Ils lancent la saison de baseball 2012 de la MLB le 28 mars avec une série de deux matchs en deux jours au Tokyo Dome de Tokyo, au Japon, contre les Mariners de Seattle. Oakland est considéré comme l'équipe « locale » pour ces deux parties. Les Athletics accueillent par la suite les Mariners à Oakland les 6 et 7 avril pour leurs deux premiers matchs de l'année au O.co Coliseum d'Oakland.

### Mars
- 28 mars : les Athletics et les Mariners de Seattle ouvrent la saison régulière 2012 par deux matchs en deux jours au Tokyo Dome de Tokyo. Les Mariners, considérés comme les « visiteurs » pour ces affrontements, remportent le premier match 3 à 1 grâce, entre autres, à une performance de 4 coups sûrs du Japonais Ichiro Suzuki[24]. Oakland remporte la seconde partie le 29 mars grâce au premier coup de circuit dans les majeures de Yoenis Céspedes[25].

### Avril
- 18 avril : Dans une victoire de 6-0 sur les Angels de Los Angeles, Bartolo Colón lance 36 prises consécutives. C'est la plus longue séquence du genre depuis 1988, soit depuis que le compte balles-prises est compilé dans les statistiques, abattant l'ancienne marque de 30 par Tim Wakefield en 1998[26].

### Juin
- 15 juin : Les A's libèrent Manny Ramírez sans qu'il n'ait été rappelé des ligues mineures[27].

### Juillet
- 11 juillet : Les A's libèrent le releveur Brian Fuentes[28].
- 19-22 juillet : Oakland balaie une série de 4 parties contre les Yankees de New York pour la première fois depuis juillet 1972[29].

### Août
- 22 août : la Ligue majeure de baseball suspend Bartolo Colón des A's pour 50 parties après qu'il a échoué un test de dépistage de drogue et trouvé coupable d'usage de testostérone[30].

### Septembre
- 5 septembre : Le lanceur Brandon McCarthy est atteint à la tête par une balle frappée en flèche par Erick Aybar des Angels de Los Angeles dans un match disputé à Oakland[31]. McCarthy est opéré le lendemain pour une fracture du crâne, des contusions au cerveau et un hématome extra-dural qui mettent sa vie en danger[32] et est hospitalisé durant six jours.

### Octobre
- 1er octobre : Avec une victoire à domicile sur les Rangers du Texas, les Athletics s'assurent d'une première participation aux séries éliminatoires depuis la saison 2006[33].
- 2 octobre : Les Athletics, qui accusaient 13 match de retard sur les Rangers du Texas et la première place de la division Ouest le 30 juin[34], remportent une deuxième victoire en deux soirs contre ceux-ci pour les rejoindre en tête de la division avec une seule partie à jouer en saison régulière[35].
- 3 octobre : Les Athletics remportent à Oakland un troisième match de suite sur les Rangers du Texas pour les devancer d'un match en tête de la section Ouest et remporter leur premier championnat de division depuis 2006[36].

### Classement
| Ligue américaine (Division Ouest) | V  | D  | %    | Diff. |
| --------------------------------- | -- | -- | ---- | ----- |
| Athletics d'Oakland               | 94 | 68 | ,580 | -     |
| Rangers du Texas                  | 93 | 69 | ,574 | 1     |
| Angels de Los Angeles             | 89 | 73 | ,549 | 5     |
| Mariners de Seattle               | 75 | 87 | ,463 | 19    |

## Affiliations en ligues mineures
| Niveau            | Équipe                   | Ligue                         |
| ----------------- | ------------------------ | ----------------------------- |
| AAA               | Sacramento River Cats    | Ligue de la côte du Pacifique |
| AA                | Midland RockHounds       | Texas League                  |
| A-Advanced        | Stockton Ports           | California League             |
| A                 | Burlington Bees          | Midwest League                |
| A (saison courte) | Vermont Lake Monsters    | New York - Penn League        |
| Ligue des recrues | Arizona League Athletics | Arizona League                |
| Ligue des recrues | DSL Athletics            | Dominican Summer League       |